# Vuelta a España 2003
Die 58. Vuelta a España wurde vom 6. September bis zum 28. September 2003 ausgetragen. Nach 21 Etappen mit einer Gesamtlänge von 2957 Kilometern gewann Roberto Heras mit 28 Sekunden Vorsprung vor Isidro Nozal.
Die Rundfahrt wurde in erster Linie durch Zeitfahren geprägt. So gab es ein Mannschaftszeitfahren, zwei Einzelzeitfahren und ein Bergzeitfahren.

## Verlauf
Den Auftakt machte das Mannschaftszeitfahren über 28 Kilometer, dass die Mannschaft ONCE-Eroski für sich entscheiden konnte. Auf der 4. Etappe stand eine sehr wellige Etappe an. Diese Chance nutzten einige Fahrer, um in einer Gruppe aus sechs Mann dem Feld davonzufahren. Unai Etxebarria riss später aus der kleinen Gruppe aus und sicherte sich den Etappensieg. Viel wichtiger für den weiteren Verlauf der Spanien-Rundfahrt sollte jedoch sein, dass Isidro Nozal in der Gruppe vertreten war und sich mit 50 Sekunden Vorsprung das goldene Trikot des Spitzenreiters überziehen durfte.

Das Einzelzeitfahren der 6. Etappe dominierte Nozal deutlich und fuhr in der Gesamtwertung auf seinen zweitplatzierten Teamkollegen Igor González de Galdeano einen Vorsprung von zweieinhalb Minuten heraus. Mit der 7. Etappe stand die erste ganz schwer Prüfung in den Bergen an und Nozals Vorsprung schmolz, doch auf der nächsten Etappe, die ebenfalls durch die Berge führte, konnte er wieder mit den Besten mithalten.

Auf der 9. Etappe konnte er am Schlussanstieg sogar scharfen Konkurrenten, wie Roberto Heras einige Sekunden abnehmen. Die Etappe gewann ein junger Spanier mit dem Namen Alejandro Valverde.
Nach den schweren Bergetappen kamen nun wieder die Sprinter zu Wort. Erik Zabel konnte von den folgenden drei Flachetappen zwei gewinnen. Danach folgte das zweite Einzelzeitfahren und erneut war es Isidro Nozal, der es für sich entscheiden konnte. Gonzalez de Galdeano hatte nun über drei Minuten Rückstand, Roberto Heras sogar mehr als fünf Minuten.
Auf der 15. Etappe kam dann der erste große Angriff von Roberto Heras. Am Schlussanstieg konnten nur Valverde und Félix Cárdenas folgen. Valverde entschied die Etappe für sich und Heras konnte über eine Minute auf Nozal gutmachen. Die folgende Etappe konnte Nozal wieder nicht dagegen halten. Heras und die anderen Bergspezialisten holten immer weiter auf. Vor dem entscheidenden Bergzeitfahren der 20. Etappe hatte Nozal noch 1:55 Minuten Vorsprung auf Roberto Heras, doch er verlor über zwei Minuten und Heras war somit dank eines kleinen Zeitpolsters der Gesamtsieg sicher.
Die größte Entdeckung der 58. Spanien-Rundfahrt war ohne Zweifel der 23-jährige Alejandro Valverde, der durch seine Kletter- und Sprintqualitäten überzeugte und am Ende den dritten Platz in der Gesamtwertung innehat.
Einen harten Kampf gab es auch um den Sieg in der Punktewertung. Während es zuerst nach einem Zweikampf zwischen Alessandro Petacchi und Erik Zabel aussah, mischte sich Valverde noch dazu ein. Valverde holte in den Bergen Punkte und hatte auch keine Scheu in Massensprints mitzumischen. Nach der vorletzten Etappe lag Valverde einen Punkt vor Zabel und 17 vor Petacchi. Den Schlussabschnitt konnte der Italiener vor Zabel im Sprint gewinnen, Valverde wurde nur achter. Das reichte für Zabel um das blaue Trikot zu gewinnen.
Erfolgreichster Etappenjäger war Alessandro Petacchi mit fünf Etappenerfolgen.

## Etappen
| Etappe     | Tag           | Start – Ziel                                  | km         | Etappensieger        | Gesamtwertung             |
| ---------- | ------------- | --------------------------------------------- | ---------- | -------------------- | ------------------------- |
| 1. Etappe  | 6. September  | Gijón                                         | 28 (MZF)   | ONCE-Eroski          | Igor González de Galdeano |
| 2. Etappe  | 7. September  | Gijón – Cangas de Onís                        | 148        | Luis Pérez Rodríguez | Joaquim Rodríguez         |
| 3. Etappe  | 8. September  | Cangas de Onís – Santander                    | 154        | Alessandro Petacchi  | Joaquim Rodríguez         |
| 4. Etappe  | 9. September  | Santander – Burgos                            | 151        | Unai Etxebarria      | Isidro Nozal              |
| 5. Etappe  | 10. September | Soria – Saragossa                             | 167        | Alessandro Petacchi  | Isidro Nozal              |
| 6. Etappe  | 11. September | Saragossa                                     | 43,8 (EZF) | Isidro Nozal         | Isidro Nozal              |
| 7. Etappe  | 12. September | Huesca – Cauterets                            | 190,0      | Michael Rasmussen    | Isidro Nozal              |
| 8. Etappe  | 13. September | Cauterets – Val d’Aran (Pla de Beret)         | 166        | Joaquim Rodríguez    | Isidro Nozal              |
| 9. Etappe  | 14. September | Val d’Aran (Viella) – Port Envalira (Andorra) | 175        | Alejandro Valverde   | Isidro Nozal              |
| 10. Etappe | 15. September | Andorra – Sabadell                            | 194        | Erik Zabel           | Isidro Nozal              |
| Ruhetag    |               |                                               |            |                      |                           |
| 11. Etappe | 17. September | Utiel – Cuenca                                | 162        | Erik Zabel           | Isidro Nozal              |
| 12. Etappe | 18. September | Cuenca – Albacete                             | 169        | Alessandro Petacchi  | Isidro Nozal              |
| 13. Etappe | 19. September | Albacete                                      | 53,3 (EZF) | Isidro Nozal         | Isidro Nozal              |
| 14. Etappe | 20. September | Albacete – Valdepeñas                         | 167,5      | Alessandro Petacchi  | Isidro Nozal              |
| 15. Etappe | 21. September | Valdepeñas – Sierra de la Pandera             | 172        | Alejandro Valverde   | Isidro Nozal              |
| Ruhetag    |               |                                               |            |                      |                           |
| 16. Etappe | 23. September | Jaén – Sierra Nevada                          | 162        | Félix Cárdenas       | Isidro Nozal              |
| 17. Etappe | 24. September | Granada – Córdoba                             | 188        | David Millar         | Isidro Nozal              |
| 18. Etappe | 25. September | Las Rozas                                     | 143        | Pedro Diaz Lobato    | Isidro Nozal              |
| 19. Etappe | 26. September | Alcobendas – Collado Villalba                 | 164        | Filippo Simeoni      | Isidro Nozal              |
| 20. Etappe | 27. September | San Lorenzo de El Escorial – Alto de Abantos  | 11,2 (BZF) | Roberto Heras        | Roberto Heras             |
| 21. Etappe | 28. September | Madrid                                        | 146        | Alessandro Petacchi  | Roberto Heras             |